# Apuiarés
Apuiarés is een gemeente in de Braziliaanse deelstaat Ceará. De gemeente telt 14.414 inwoners (schatting 2009).
De gemeente grenst aan Pentecoste, General Sampaio en Tejuçuoca.